# Ровело Поро
Ровело Поро (итал. Rovello Porro) је насеље у Италији у округу Комо, региону Ломбардија.
Према процени из 2011. у насељу је живело 6035 становника. Насеље се налази на надморској висини од 239 м.

## Становништво
Према резултатима пописа становништва 2011. у општини је живело 6.035 становника.
| 1931. | 1936. | 1951. | 1961. | 1971. | 1981. | 1991. | 2001. | 2011. |
| ----- | ----- | ----- | ----- | ----- | ----- | ----- | ----- | ----- |
| 3.051 | 3.072 | 3.290 | 4.012 | 4.558 | 5.249 | 5.333 | 5.512 | 6.035 |